# 木村淳

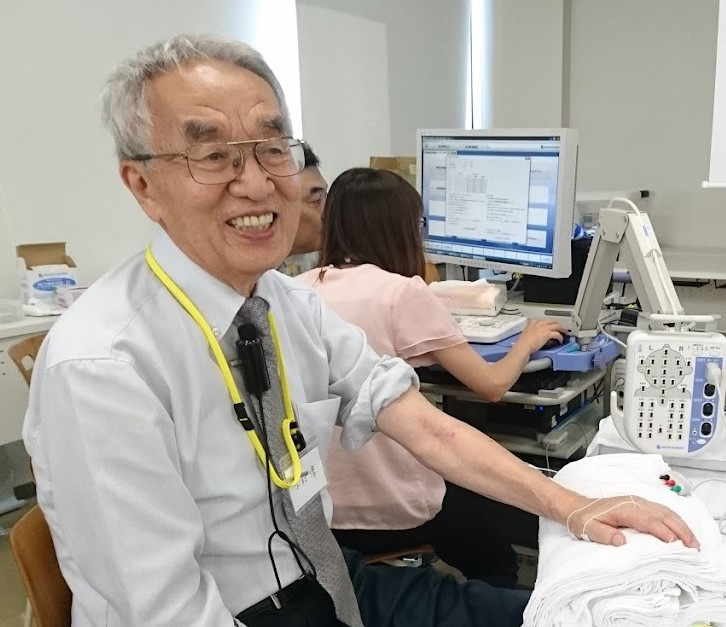
2012年臨床神経生理学会ハンズオン

木村 淳（きむら じゅん、1935年2月25日 - 2022年3月3日）は、米国と日本を中心に世界中で活躍した臨床神経生理学（特に筋電図分野）、臨床神経学の第一人者。1989年に京都大学神経内科学教授となってからは日本の臨床神経学、臨床神経生理学の発展に尽くし、その国際化に大きな貢献を果たした。退官後もアイオワ大学で最後まで教鞭を執り続けた。アイオワ大学名誉教授、京都大学名誉教授。米国電気診断医学会、日本臨床神経生理学会、国際臨床神経生理学連合、世界神経学連合の理事長を歴任。2022年3月、現役の医師･研究者のまま急逝した。晩年に米国国籍を取得。兄は精神病理学者の木村敏。2022年にその功績をたたえて日本臨床神経生理学会に学会の特別賞 Jun Kimura Award が設立された。

## 来歴

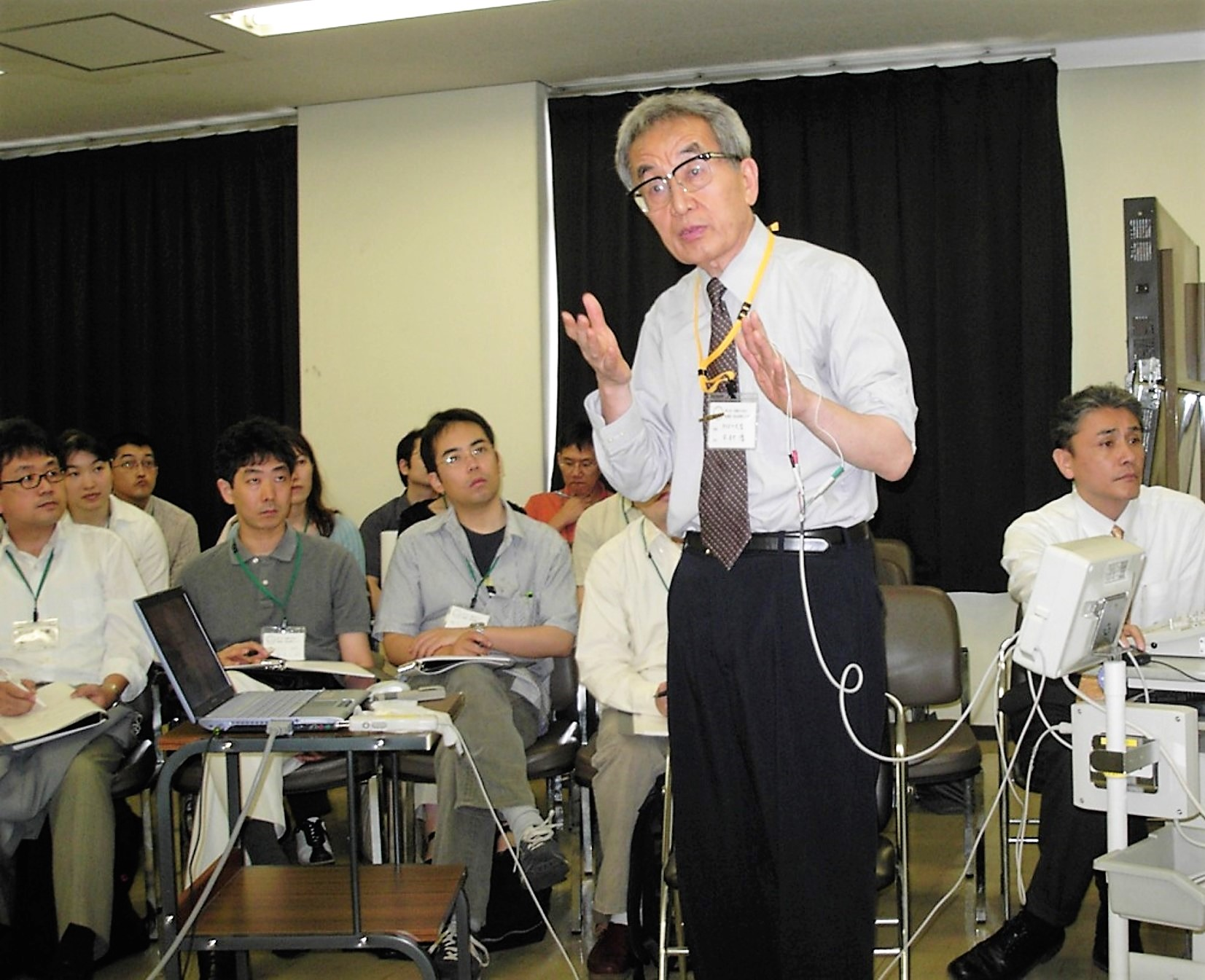
講演（2005年筋電図セミナー）

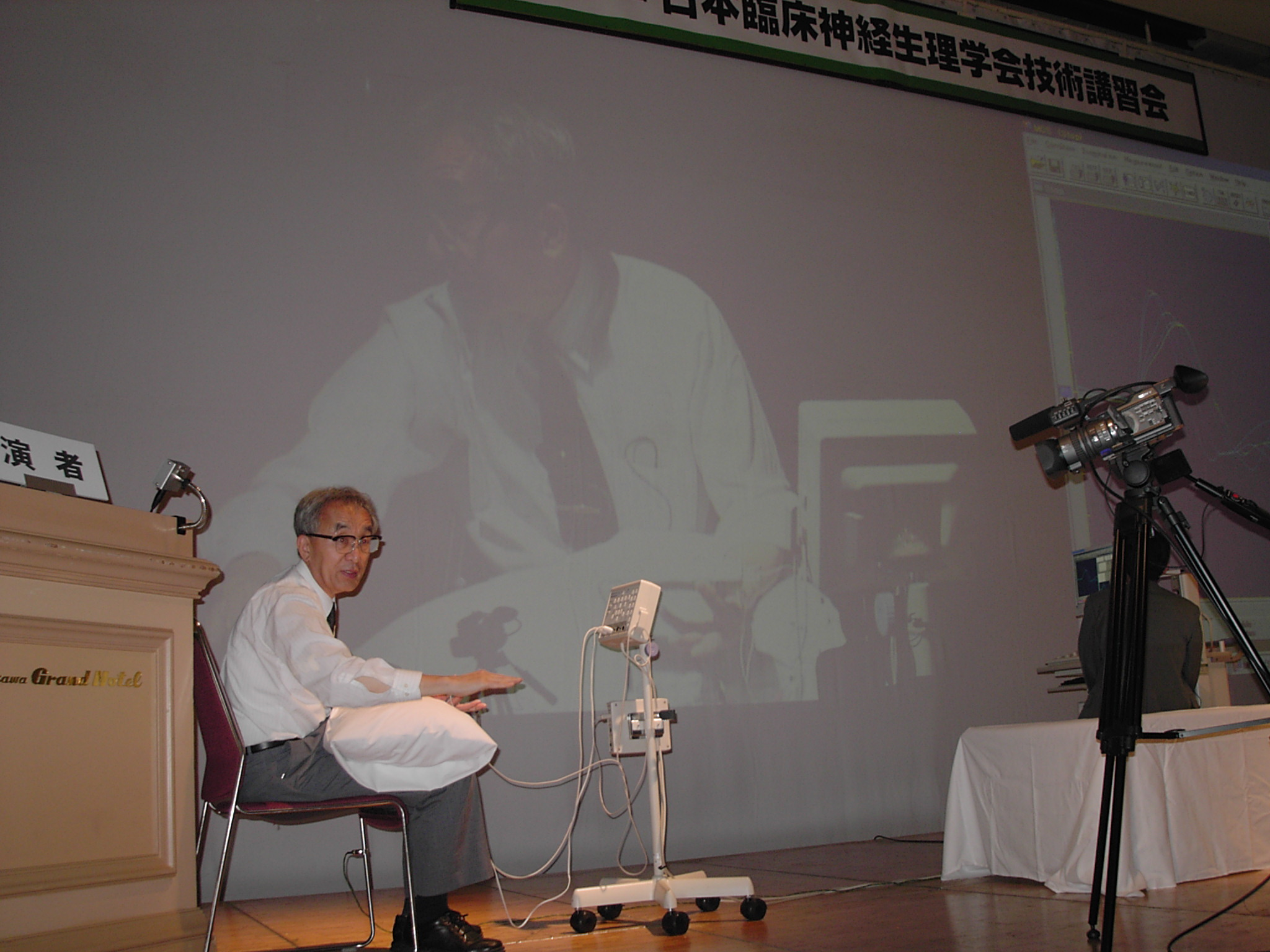
2001年ハンズオンレクチャー

1935年2月25日、京都で生まれ、医師である父親が高山日赤病院に赴任したため1歳から18歳までを高山で育つ。
1957年、京都大学工学部を卒業し、医学部へ学士入学。1961年、医学部卒業。横浜海軍病院でインターン。
1962年、フルブライト奨学生として渡米。アイオワ州立大学神経科でレジデント、フェロー。
1969年、カナダ・マニトバ大学内科助教授。1972年、アイオワ州立大学医学部神経科准教授。1977年、アイオワ州立大学医学部神経科臨床神経生理部門教授。
1989年、京都大学神経内科講座教授（アイオワ大学教授を併任）。1998年、京都大学退官、名誉教授。以後アイオワに本拠を移しアイオワ大学名誉教授として大学で指導を続け、世界各地で筋電図の普及のためのハンズオンや講演をおこなった。
2006年、北京天壇病院客員教授となり中国の臨床神経生理学の発展にも尽くした。
2022年3月3日朝、自宅にて急逝。前日まで普段通り執務しており現役のままこの世を去った。87歳になったばかりだった。

## 役職

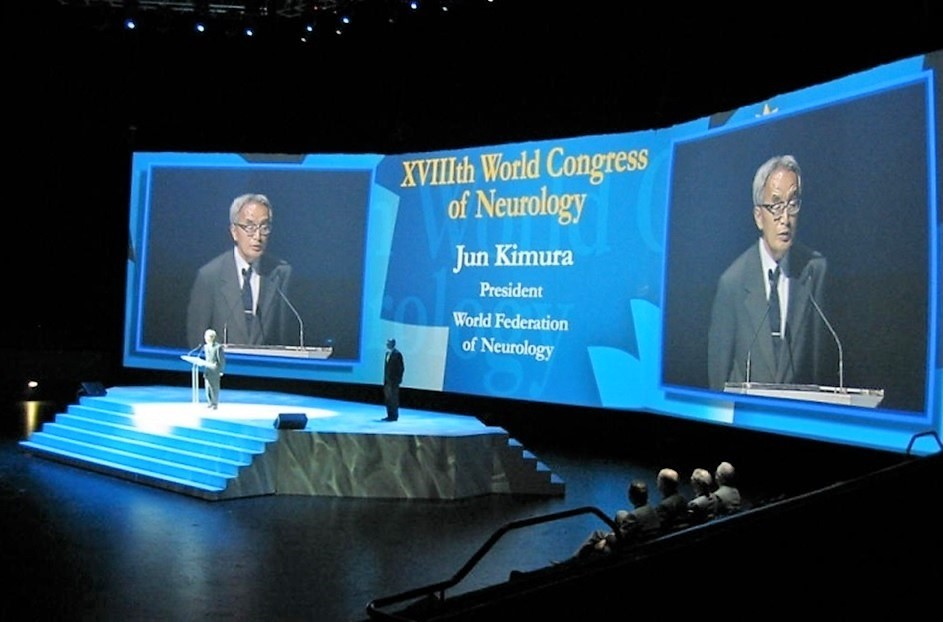
世界神経学連合（WFN)での挨拶

- American Association of Electrodiagnostic Medicine理事長 (1985－1986)
- Muscle＆Nerve（米国神経筋電気診断学会AANEMの学会誌）の編集長 (1988－1997)
- International Federation of Clinical Neurophysiology理事長 (1989－1994）
- 日本臨床神経生理学会理事長 (1992－2001)
- World Federation of Neurology理事長 (2001－2005)
- 国際臨床神経生理学会議会長･日本臨床神経生理学会学術大会会長 (1995)
- 日本神経学会学術大会会長 (1998)

## 主な研究と仕事
F波の臨床応用、Blink Reflexの臨床応用、遠隔電場電位の発生機序の研究、運動・感覚電位の成り立ちの研究、インチング法を用いた圧迫性神経障害の診断、筋電図正常値の作成など世界の臨床筋電図の基礎を確立する研究を行った。これらを中心とした500編以上の原著論文がある。日本におけるボツリヌス治療の普及にも力を注いだ。さらに筋電図・臨床神経生理学の教育と普及のために世界100か国以上を飛び回り、数多くのハンヅオンや講義を行った。発展途上国、治安の悪い国であっても招待を受けたら決して断らないことを信条としており世界中の人々から敬愛された。

## 著書
- Electrodiagnosis in Diseases of Nerve and Muscle: Principles and Practice   (第4版　Oxford Univ Press, 2013)
- 神経伝導検査と筋電図を学ぶ人のために（第2版　医学書院, 2010）

ほか多数

## 受賞
- Distinguished Research Award, American Association of Electrodiagnostic Medicine (1995)
- Geoffrey Parr Lecture, Association of British Neurologists and British Society of Clinical Neurophysiology, London, UK (1996)
- Lambert Lecture, American Association of Electrodiagnostic Medicine, Minneapolis, USA (1996)
- Kugelberg Lecture, XIV International Congress of Clinical Neurophysiology, Florence, Italy (1997)
- Lifetime Achievement Award, American Association of Electrodiagnostic Medicine (1999)
- Schwab Lecture, American Academy of Clinical Neurophysiology (2005)
- Lifetime Achievement Award, International Congress of Neuromuscular Diseases (2006)
- Janez Faganel Memorial Lecture, Quantitative EMG Conference, Lujbljana, Slovenia (2007)
- America’s Top Physicians, Consumers’Research Council of America (2009)
- Distinguished Lecture Series, Jun Kimura, MD, AAET Annual Meeting, San Diego, CA (2009)
- Senior Visiting Professor, Department of Neurology, Faculty of Medicine, Universitas Padjadjaran, Indonesia (2013)
- Clinical Excellence Award, Hands On Diagnostic Service, Inc. 2nd Annual Symposium Agenda, New York, NY (2015)
- Professor Yu-Zen Shen;s Memorial Lecture, AOCM & Taiwan Child Neurology, Hsinchu, Taiwan

## 好きな言葉
論語の「恕」、人の心を思う、「compassion」